# 丹津 (杜尔伯特)
丹津（?—?），18世紀時的卫拉特蒙古杜尔伯特部首领。
丹津是杜尔伯特前旗亲王车凌乌巴什的祖父。曾祖父是达赖泰什，祖父是鄂木布岱青和硕齐。《西域图志》作察衮的兄弟齐什奇布之子，祁韵士的《藩部要略》作察衮之子。
1715年（康熙五十四年），康熙帝下诏於阿勒台招降台吉丹津。丹津与车凌为昆弟，游牧於阿勒台，属下千馀户。和托辉特台吉博贝请赴阿勒台招降丹津，如果丹津抗命即用兵夺取。博贝率兵到了其牧地，丹津迁往准噶尔策旺阿喇布坦处。

## 子
丹津（有三子）
- 阿剌布坦，子车凌乌巴什，乾隆帝封他为杜尔伯特前旗亲王
- 达克巴，子刚多尔济，乾隆帝封他为杜尔伯特前右旗贝勒
- 巴图鄂齐尔